# Dahua
Dahua (em chinês tradicional: 大化瑶族自治縣; chinês simplificado: 大化瑶族自治县; pinyin:  Dàhuà  yáozú zìzhìxiàn; Zhuang: Dava Yauzcuz Swci Yen) é uma  condado autônomo yao de  Hechi, localidade situada ao noroeste da Regiao Autónoma Zhuang de Quancim, na República Popular da China. Ocupa uma área total de 2.753 Km². As etnias presentes na cidade são Zhuang, Yao, Miao, Han,Shui, Maonan e Mulao. Segundo dados de 2010, Dahua possuí 446 200 habitantes, 74% das pessoas que pertencem ao grupo étnico Zhuang e 21.15% das pessoas que pertencem ao grupo étnico Yao.